# Hayes (Louisiane)
Pour les articles homonymes, voir Hayes.
Hayes est une census-designated place de la paroisse de Calcasieu, en Louisiane, aux États-Unis. 